# Palaemon guangdongensis
Palaemon guangdongensis is een garnalensoort uit de familie van de Palaemonidae. De wetenschappelijke naam van de soort is voor het eerst geldig gepubliceerd in 1990 door Liu, Liang & Yan.